# 二階堂卓也
二階堂 卓也（にかいどう たくや、1947年 - ）は、日本の映画評論家、雑誌編集者。本名、大塚 公平（おおつか こうへい）。

## 略歴
上智大学文学部新聞学科卒業。小学校時代より映画に親しみ、新東宝、東宝時代劇、日活アクション、やくざ映画、香港活劇、そして、マカロニウエスタンに代表されるヨーロッパの娯楽映画全般と、世間がB級、C級と評する映画、ピンク映画などを徹底的に見続け、評論活動を展開。
一方、昭和40年代中頃から秋田書店にて、壁村耐三の下で『週刊少年チャンピオン』『月刊少年チャンピオン』編集者として活動していた。両誌では、古賀新一『エコエコアザラク』、どおくまん『暴力大将』『熱笑!! 花沢高校』、内崎まさとし『らんぽう』、小山田いく『すくらっぷ・ブック』などを担当。『月刊少年チャンピオン』では『劇画ロードショー』と称して、数々の映画作品のコミカライズを行っていた。
その後、『ボニータ』を経て『プレイコミック』編集長に就任。休刊寸前だった同誌を、真樹日佐夫・影丸穣也『新書ワル』、堂上まさ志『銀玉マサやん』、乾はるか『お元気クリニック』などの娯楽路線で立て直したことから、『週刊少年チャンピオン』1994年39号から2002年4・5合併号まで第7代編集長を務めた。
『週刊少年チャンピオン』編集長時代には、豊富な娯楽映画の知識を活かし、西条真二『鉄鍋のジャン！』、米原秀幸『フルアヘッド!ココ』、高橋葉介『学校怪談』、やまさき拓味『優駿の門』などの人気連載を立ち上げている。
熱烈な小林旭ファンであり、「二階堂卓也」の筆名も『銀座旋風児』シリーズの主人公から引用している。

## 著書
- 『さらば闘争の日々』ルック社 1974
- 『マカロニ・アクション大全 剣と拳銃の鎮魂曲』(映画秘宝) 石熊勝己編 洋泉社 1999　増補改訂版 2005
- 『マカロニ・マエストロ列伝 暴力と残酷の映画に生きた映画職人たち』(映画秘宝collection) 洋泉社 2005
- 『イタリア人の拳銃ごっこ マカロニ・ウェスタン物語』フィルムアート社 2008
- 『剣とサンダルの挽歌 イタリア歴史活劇映画大全』(映画秘宝collection) 洋泉社 2010
- 『新東宝・大蔵怪奇とエロスの映画史 海女と天皇と活劇渦巻地帯!』洋泉社 2014
- 『ピンク映画史 欲望のむきだし』(えろこれ) 彩流社 2014
- 『洋ピン映画史 過剰なる「欲望」のむきだし』(えろこれ)彩流社 2016
- 『漫曲グラフィティ あるコミック編集者の回想』彩流社 2021 - 大塚公平名義、『週刊少年チャンピオン』編集者時代の回想録。